# Zijád an-Nachaláh
Zijád an-Nachaláh (arabsky زياد نخالة‎; * 6. dubna 1953 Chán Júnis, Protektorát Gaza) je palestinský islámský bojovník, od 28. září 2018 vůdce Palestinského islámského džihádu (PIJ), který Spojené státy, Evropská unie, Spojené království, Japonsko, Kanada, Austrálie, Nový Zéland a Izrael označily za teroristickou organizaci.. V roce 2014 byl Spojenými státy označen za Specially Designated Terrorist (doslova speciálně označený terorista).
An-Nachaláh údajně v současné době žije buď v Libanonu, nebo v Sýrii a nadále stojí v čele islamistické skupiny Palestinský islámský džihád (PIJ) se sídlem v Gaze.

## Životopis
Zijád an-Nachaláh se narodil 6. dubna 1953 v Chán Júnis v Pásmu Gazy, které bylo tehdy pod egyptskou okupací.
V roce 1971 byl v Izraeli odsouzen k doživotnímu vězení kvůli své militantní činnosti v rámci Arabské osvobozenecké fronty. Byl jedním z 1150 vězňů, které Izrael propustil 21. května 1985 v rámci výměny vězňů podle Džibrílské dohody.
Po svém propuštění z izraelského vězení ho tehdejší generální tajemník PIJ Fathí Šakakí pověřil, aby v Pásmu Gazy založil vojenské křídlo skupiny, Jeruzalémské brigády. V dubnu 1988 byl znovu zadržen Izraelem za svou roli v první intifádě a v srpnu 1988 byl spolu s dalšími vůdci PIJ vyhoštěn do Libanonu.
V roce 1995 se stal zástupcem generálního tajemníka PIJ.
Dne 23. ledna 2014 byl Spojenými státy označen za Specially Designated Terrorist, což vedlo ke zmrazení jeho majetku ve Spojených státech. USA rovněž nabídly odměnu 5 milionů dolarů za informace vedoucí k jeho dopadení.
Dne 28. září 2018 byl zvolen generálním tajemníkem PIJ a vystřídal Ramadána Šalaha, který v dubnu 2018 utrpěl sérii mozkových příhod.